# Teppei Natori
Teppei Natori (名取鉄平?, Natori Teppei; Tokyo, 11 settembre 2000) è un pilota automobilistico giapponese, campione della Super Formula Lights nel 2021.

## Carriera

### Karting
Nel 2014, all'età di 14 anni, Natori iniziò a correre nei kart arrivando sesto nella ROK Cup International Final.

### Formula 4 giapponese
Natori debuttò in monoposto nel 2017 con il team Buzz International nella Formula 4 giapponese, partecipando a 4 gare in cui ottenne 14 punti. Continuò in tale campionato anche nel 2018 con la Honda Formula Dream Project, ottenendo tre vittorie e 11 podi e arrivando secondo in classifica dietro al compagno di team Yuki Tsunoda.

### Euroformula Open
Nel 2019 venne ingaggiato dalla Carlin per correre nell'Euroformula Open. Ottenne una pole position e una vittoria, ed un totale di 3 podi, chiudendo in sesta posizione in classifica.

### Formula 3 FIA
Per il 2019 Natori rimase al team Carlin, ma passò al Campionato FIA di Formula 3. Durante la stagione ottenne un solo punto, frutto di un ottavo posto a Spa-Francorchamps. Finì 24º in classifica.

### Super Formula Lights
Nel 2020 Natori tornò in Giappone per disputare la stagione inaugurale del campionato Super Formula Lights con il team Toda Racing. Ottenne sei podi e la quarta posizione in classifica finale. Per il 2021 passò al team B-Max Racing. Con sei vittorie ed altri 5 podi, ed un totale di 109 punti, si laureò campione della categoria, battendo Giuliano Alesi e Ren Sato.

### Formula 2
Dopo aver vinto il campionato Super Formula Lights, Natori ebbe la possibilità di partecipare al test ufficiale per rookie della Super Formula a Suzuka con il team TOM'S. Tuttavia il pilota giapponese rinunciò all'opportunità per partecipare ai test post-stagionali di Formula 2 sul Circuito di Yas Marina con il team Trident. Il 24 gennaio 2022 Natori annunciò di non aver trovato un accordo per correre in tale categoria nel 2022.

## Risultati

### Riassunto della carriera
| Stagione | Categoria                      | Team                        | Gare | Vittorie | Pole | GPV | Podi | Punti | Pos. |
| -------- | ------------------------------ | --------------------------- | ---- | -------- | ---- | --- | ---- | ----- | ---- |
| 2017     | Formula 4 giapponese           | Buzz International          | 4    | 0        | 0    | 0   | 0    | 14    | 13º  |
| 2018     | Formula 4 giapponese           | Honda Formula Dream Project | 14   | 4        | 4    | 1   | 11   | 231   | 2º   |
| 2019     | FIA Formula 3                  | Carlin Buzz Racing          | 16   | 0        | 0    | 0   | 0    | 1     | 24º  |
| 2019     | Euroformula Open               | Carlin                      | 13   | 1        | 2    | 1   | 3    | 115   | 6º   |
| 2019     | Euroformula Open Winter Series | Carlin                      | 2    | 0        | 0    | 0   | 2    | 30    | 3º   |
| 2020     | Super Formula Lights           | Toda Racing                 | 17   | 0        | 1    | 0   | 6    | 54    | 4º   |
| 2020     | Super Formula                  | Buzz Racing with B-MAX      | 0    | 0        | 0    | 0   | 0    | 0     | NC   |
| 2021     | Super Formula Lights           | B-Max Racing                | 17   | 6        | 6    | 5   | 11   | 109   | 1º   |
| 2021     | Super GT - GT300               | Team UpGarage               | 8    | 0        | 1    | 0   | 0    | 4     | 25º  |

### Risultati in Euroformula Open
(legenda) (Le gare in grassetto indicano la pole position) (Le gare in corsivo indicano Gpv)
| Stagione | Team              | 1   | 2   | 3   | 4   | 5   | 6   | 7   | 8   | 9   | 10  | 11  | 12  | 13  | 14  | 15  | 16  | 17  | 18  | Punti | Pos. |
| -------- | ----------------- | --- | --- | --- | --- | --- | --- | --- | --- | --- | --- | --- | --- | --- | --- | --- | --- | --- | --- | ----- | ---- |
| 2019     | Carlin Motorsport | LEC | LEC | PAU | PAU | HOC | HOC | SPA | SPA | HUN | HUN | RBR | RBR | SIL | SIL | CAT | CAT | MNZ | MNZ | 115   | 6º   |
| 2019     | Carlin Motorsport | 6   | 8   | DNS | 7   | 11  | 8   | 8   | 6   | 6   | 6   |     |     |     |     | 9   | 1   | 2   | 3   | 115   | 6º   |

### FIA Formula 3
(legenda) (Le gare in grassetto indicano la pole position) (Le gare in corsivo indicano Gpv)
| 24 | 15 | Rit | Rit | Rit | 22 | 25 | 16 | 20 | Rit | 11 | 8 | 11 | 29 | 20 | 19 |